# Liste der Gebietsänderungen im Bezirk Gera

Bezirk Gera in der DDR

Die Liste der Gebietsänderungen im Bezirk Gera enthält wichtige Änderungen der Gemeindegebiete des Bezirks Gera der DDR in der Zeit vom 25. Juli 1952 bis zum 2. Oktober 1990. Dazu zählen unter anderem Zusammenschlüsse und Trennungen von Gemeinden, Eingliederungen von Gemeinden in eine andere, Änderungen des Gemeindenamens und größere Umgliederungen von Teilen einer Gemeinde in eine andere.

## Legende
- Datum: juristisches Wirkungsdatum der Gebietsänderung
- Gemeinde vor der Änderung: Gemeinde vor der Gebietsänderung
- Maßnahme: Art der Änderung
- Gemeinde nach der Änderung: Gemeinde nach der Gebietsänderung
- Landkreis: Landkreis der Gemeinde nach der Gebietsänderung
- OT: Ortsteil

Die Sortierung erfolgt chronologisch: Datum, Stadtkreis, Landkreis, aufnehmende oder neu gebildete Gemeinde. Heute noch bestehende Gemeinden sind farbig unterlegt.

## Liste
| Datum      | Gemeinde vor der Änderung | Maßnahme                                                 | Gemeinde nach der Änderung                               | Kreis                                                    |
| ---------- | --- | -------------------------------------------------------- | -------------------------------------------------------- | -------------------------------------------------------- |
| 25.07.1952 | Errichtung des Bezirks Gera 11 Landkreise, 2 Stadtkreise | Errichtung des Bezirks Gera 11 Landkreise, 2 Stadtkreise | Errichtung des Bezirks Gera 11 Landkreise, 2 Stadtkreise | Errichtung des Bezirks Gera 11 Landkreise, 2 Stadtkreise |
| 04.12.1952 | Gauern, Kreis Schmölln Bezirk Leipzig | Umgliederung                                             | Gauern                                                   | Gera-Land                                                |
| 04.12.1952 | Linda b. Weida, Kreis Schmölln Bezirk Leipzig | Umgliederung                                             | Linda b. Weida                                           | Gera-Land                                                |
| 04.12.1952 | Paitzdorf, Kreis Schmölln Bezirk Leipzig | Umgliederung                                             | Paitzdorf                                                | Gera-Land                                                |
| 04.12.1952 | Reichstädt, Kreis Schmölln Bezirk Leipzig | Umgliederung                                             | Reichstädt                                               | Gera-Land                                                |
| 04.12.1952 | Rückersdorf, Kreis Schmölln Bezirk Leipzig | Umgliederung                                             | Rückersdorf                                              | Gera-Land                                                |
| 04.12.1952 | Gottesgrün, Kreis Werdau Bezirk Chemnitz | Umgliederung                                             | Gottesgrün                                               | Greiz                                                    |
| 04.12.1952 | Drößnitz, Kreis Weimar-Land Bezirk Erfurt | Umgliederung                                             | Drößnitz                                                 | Jena-Land                                                |
| 04.12.1952 | Milda, Kreis Weimar-Land Bezirk Erfurt | Umgliederung                                             | Milda                                                    | Jena-Land                                                |
| 04.12.1952 | Wittersroda, Kreis Weimar-Land Bezirk Erfurt | Umgliederung                                             | Wittersroda                                              | Jena-Land                                                |
| 04.12.1952 | Haufeld, Kreis Weimar-Land Bezirk Erfurt | Umgliederung                                             | Haufeld                                                  | Rudolstadt                                               |
| 04.12.1952 | Neckeroda, Kreis Weimar-Land Bezirk Erfurt | Umgliederung                                             | Neckeroda                                                | Rudolstadt                                               |
| 04.12.1952 | Schmieden, Kreis Weimar-Land Bezirk Erfurt | Umgliederung                                             | Schmieden                                                | Rudolstadt                                               |
| 04.12.1952 | Treppendorf, Kreis Weimar-Land Bezirk Erfurt | Umgliederung                                             | Treppendorf                                              | Rudolstadt                                               |
| 01.01.1956 | Cossengrün, OT Schönbach | Neubildung                                               | Schönbach                                                | Greiz                                                    |
| 01.01.1956 | Stöben, Kreis Naumburg Bezirk Halle | Umgliederung                                             | Stöben                                                   | Jena-Land                                                |
| 08.03.1956 | Markersdorf | Eingliederung                                            | Berga/Elster                                             | Greiz                                                    |
| 01.01.1957 | Altpoderschau Neupoderschau | Zusammenschluss                                          | Poderschau                                               | Altenburg                                                |
| 01.01.1957 | Lindau, OT Großhelmsdorf | Neubildung                                               | Großhelmsdorf                                            | Eisenberg                                                |
| 01.01.1957 | Letzendorf | Eingliederung                                            | Endschütz                                                | Gera-Land                                                |
| 01.01.1957 | Köckritz | Eingliederung                                            | Köfeln                                                   | Gera-Land                                                |
| 01.01.1957 | Schöna | Eingliederung                                            | Münchenbernsdorf                                         | Gera-Land                                                |
| 01.01.1957 | Würchhausen | Eingliederung                                            | Döbritschen                                              | Jena-Land                                                |
| 01.01.1957 | Kleinkröbitz | Eingliederung                                            | Großkröbitz                                              | Jena-Land                                                |
| 01.01.1957 | Alsmannsdorf | Eingliederung                                            | Dreitzsch                                                | Pößneck                                                  |
| 01.01.1957 | Hasla | Eingliederung                                            | Triptis                                                  | Pößneck                                                  |
| 01.01.1957 | Birkenheide | Eingliederung                                            | Dittrichshütte                                           | Rudolstadt                                               |
| 01.01.1957 | Naundorf | Eingliederung                                            | Kolkwitz                                                 | Rudolstadt                                               |
| 01.01.1957 | Schlaga | Eingliederung                                            | Großgeschwenda                                           | Saalfeld                                                 |
| 01.01.1957 | Kleinneundorf Zopten | Eingliederung                                            | Probstzella                                              | Saalfeld                                                 |
| 01.01.1957 | Prehna, OT Meucha | Umgliederung                                             | Dobitschen                                               | Schmölln                                                 |
| 01.01.1957 | Brückla | Eingliederung                                            | Hohenleuben                                              | Zeulenroda                                               |
| 20.06.1957 | Kämmeritz | Eingliederung                                            | Hainchen                                                 | Eisenberg                                                |
| 20.06.1957 | Grochwitz | Eingliederung                                            | Frießnitz                                                | Gera-Land                                                |
| 20.06.1957 | Stöben | Eingliederung                                            | Camburg                                                  | Jena-Land                                                |
| 20.06.1957 | Schinditz | Eingliederung                                            | Zöthen                                                   | Jena-Land                                                |
| 20.06.1957 | Kirchremda | Eingliederung                                            | Remda                                                    | Rudolstadt                                               |
| 20.06.1957 | Rosenthal | Eingliederung                                            | Leutenberg                                               | Saalfeld                                                 |
| 20.06.1957 | Erdmannsdorf Lippersdorf | Zusammenschluss                                          | Lippersdorf-Erdmannsdorf                                 | Stadtroda                                                |
| 20.06.1957 | Zöttnitz | Eingliederung                                            | Rabis                                                    | Stadtroda                                                |
| 01.01.1958 | Lucka Rodigast | Zusammenschluss                                          | Rodigast-Lucka                                           | Eisenberg                                                |
| 01.01.1958 | Mödlareuth | Eingliederung                                            | Gebersreuth                                              | Schleiz                                                  |
| 01.01.1958 | Erbengrün | Eingliederung                                            | Wellsdorf                                                | Zeulenroda                                               |
| 01.07.1958 | Braunichswalde, Kreis Werdau Bezirk Karl-Marx-Stadt | Umgliederung                                             | Braunichswalde                                           | Gera-Land                                                |
| 01.07.1958 | Seelingstädt, Kreis Werdau Bezirk Karl-Marx-Stadt | Umgliederung                                             | Seelingstädt                                             | Gera-Land                                                |
| 01.07.1958 | Vogelgesang, Kreis Werdau Bezirk Karl-Marx-Stadt | Umgliederung                                             | Vogelgesang                                              | Gera-Land                                                |
| 01.07.1958 | Zwirtzschen, Kreis Werdau Bezirk Karl-Marx-Stadt | Umgliederung                                             | Zwirtzschen                                              | Gera-Land                                                |
| 01.07.1958 | Katzendorf | Eingliederung                                            | Großkundorf                                              | Greiz                                                    |
| 01.07.1958 | Albersdorf | Eingliederung                                            | Berga/Elster                                             | Greiz                                                    |
| 01.07.1958 | Pansdorf | Eingliederung                                            | Tremnitz                                                 | Greiz                                                    |
| 01.04.1959 | Eula | Eingliederung                                            | Berga/Elster                                             | Greiz                                                    |
| 01.04.1959 | Breternitz Fischersdorf | Zusammenschluss                                          | Breternitz-Fischersdorf                                  | Saalfeld                                                 |
| 01.04.1959 | Pippelsdorf | Eingliederung                                            | Königsthal                                               | Saalfeld                                                 |
| 01.01.1960 | Vogelgesang | Eingliederung                                            | Braunichswalde                                           | Gera-Land                                                |
| 01.01.1960 | Wittchendorf | Eingliederung                                            | Wildetaube                                               | Greiz                                                    |
| 01.01.1960 | Kleinreinsdorf, OT Grellenschänke und Grüne Eiche Nitschareuth, OT Bretmühle, Krottengrund aus Krottenmühle, Neuhammer und Neumühle Tschirma, OT Lehnamühle Waltersdorf b. Berga/Elster, OT Knottengrund und Krebsmühle | Neubildung                                               | Neumühle/Elster                                          | Greiz                                                    |
| 01.01.1960 | Jehmichen Lositz | Zusammenschluss                                          | Lositz-Jehmichen                                         | Saalfeld                                                 |
| 01.01.1960 | Kleingeschwenda b. Leutenberg | Eingliederung                                            | Steinsdorf                                               | Saalfeld                                                 |
| 01.01.1960 | Döhlen | Eingliederung                                            | Unterloquitz                                             | Saalfeld                                                 |
| 01.07.1961 | Beiersdorf | Eingliederung                                            | Pölzig                                                   | Gera-Land                                                |
| 01.07.1961 | Obergeißendorf Untergeißendorf | Zusammenschluss                                          | Geißendorf                                               | Greiz                                                    |
| 01.07.1961 | Oberreichenau | Eingliederung                                            | Pausa/Vogtl.                                             | Zeulenroda                                               |
| 17.09.1961 | Raitzhain | Eingliederung                                            | Ronneburg                                                | Gera-Land                                                |
| 17.09.1961 | Coppanz Oßmaritz Schorba | Eingliederung                                            | Bucha                                                    | Jena-Land                                                |
| 17.09.1961 | Kleinprießnitz Rodameuschel Schleuskau | Eingliederung                                            | Frauenprießnitz                                          | Jena-Land                                                |
| 17.09.1961 | Kleinpürschütz | Eingliederung                                            | Großpürschütz                                            | Jena-Land                                                |
| 17.09.1961 | Trockhausen | Eingliederung                                            | Mennewitz                                                | Stadtroda                                                |
| 01.07.1962 | Ilmnitz | Eingliederung                                            | Drackendorf                                              | Jena-Land                                                |
| 01.08.1962 | Saaldorf | Eingliederung                                            | Lobenstein                                               | Lobenstein                                               |
| 01.01.1963 | Lehndorf, OT Greipzig | Umgliederung                                             | Ehrenberg                                                | Altenburg                                                |
| 01.01.1963 | Ehrenhain, OT Zschaiga | Umgliederung                                             | Mockzig                                                  | Altenburg                                                |
| 01.01.1963 | Gorndorf | Eingliederung                                            | Saalfeld/Saale                                           | Saalfeld                                                 |
| 16.03.1963 | Hirschroda Wilsdorf | Eingliederung                                            | Dornburg/Saale                                           | Jena-Land                                                |
| 16.03.1963 | Rödigen | Eingliederung                                            | Lehesten                                                 | Jena-Land                                                |
| 27.05.1964 | Saasa | Eingliederung                                            | Eisenberg                                                | Eisenberg                                                |
| 27.05.1964 | Geunitz | Eingliederung                                            | Reinstädt                                                | Eisenberg                                                |
| 27.05.1964 | Dorndorf Steudnitz | Zusammenschluss                                          | Dorndorf-Steudnitz                                       | Jena-Land                                                |
| 01.01.1965 | Poppendorf | Eingliederung                                            | Dothen                                                   | Eisenberg                                                |
| 17.02.1965 | Wittersroda | Eingliederung                                            | Drößnitz                                                 | Jena-Land                                                |
| 17.02.1965 | Wogau | Eingliederung                                            | Jenaprießnitz                                            | Jena-Land                                                |
| 17.02.1965 | Laasan | Eingliederung                                            | Kunitz                                                   | Jena-Land                                                |
| 01.05.1965 | Lückenmühle | Eingliederung                                            | Remptendorf                                              | Lobenstein                                               |
| 01.05.1965 | Schweinitz | Eingliederung                                            | Pößneck                                                  | Pößneck                                                  |
| 01.05.1965 | Ottmannsdorf Schönborn | Eingliederung                                            | Triptis                                                  | Pößneck                                                  |
| 15.06.1965 | Flemmingen, OT Beiern | Umgliederung                                             | Langenleuba-Niederhain                                   | Altenburg                                                |
| 21.07.1965 | Oelknitz | Eingliederung                                            | Rothenstein                                              | Jena-Land                                                |
| 01.08.1965 | Dröswein | Eingliederung                                            | Langenbuch                                               | Schleiz                                                  |
| 01.09.1965 | Knobelsdorf | Eingliederung                                            | Reschwitz                                                | Saalfeld                                                 |
| 01.10.1965 | Mennewitz | Eingliederung                                            | Schlöben                                                 | Stadtroda                                                |
| 10.10.1965 | Posen | Eingliederung                                            | Knau                                                     | Pößneck                                                  |
| 10.10.1965 | Kolba Rehmen | Eingliederung                                            | Oppurg                                                   | Pößneck                                                  |
| 01.01.1966 | Zöthen, OT Schinditz | Umgliederung                                             | Tümpling                                                 | Jena-Land                                                |
| 07.09.1966 | Kleinbucha | Eingliederung                                            | Dienstädt                                                | Jena-Land                                                |
| 01.01.1967 | Posa, OT Pöhla | Umgliederung                                             | Starkenberg                                              | Altenburg                                                |
| 01.10.1967 | Döbritschen | Auflösung                                                | –                                                        | Jena-Land                                                |
| 01.10.1967 | Döbritschen, OT Döbritschen | Umgliederung                                             | Camburg                                                  | Jena-Land                                                |
| 01.10.1967 | Döbritschen, OT Würchhausen | Umgliederung                                             | Wichmar                                                  | Jena-Land                                                |
| 01.01.1968 | Altengönna Nerkewitz | Eingliederung                                            | Lehesten                                                 | Jena-Land                                                |
| 01.06.1968 | Culmitzsch Kreis Greiz | Eingliederung                                            | Friedmannsdorf                                           | Gera-Land                                                |
| 01.07.1968 | Leutra | Eingliederung                                            | Maua                                                     | Jena-Land                                                |
| 01.10.1968 | Dienstädt | Eingliederung                                            | Eichenberg                                               | Jena-Land                                                |
| 01.01.1969 | Pahnstangen | Eingliederung                                            | Neundorf (bei Schleiz)                                   | Schleiz                                                  |
| 01.02.1969 | Stiebritz | Eingliederung                                            | Hainichen                                                | Jena-Land                                                |
| 01.04.1969 | Göschwitz | Eingliederung                                            | Jena                                                     | –                                                        |
| 01.04.1969 | Vierzehnheiligen | Eingliederung                                            | Krippendorf                                              | Jena-Land                                                |
| 01.01.1970 | Schönbrunn | Eingliederung                                            | Bernsgrün                                                | Zeulenroda                                               |
| 01.01.1970 | Wolfshain | Eingliederung                                            | Ebersgrün                                                | Zeulenroda                                               |
| 01.03.1970 | Pohlen | Eingliederung                                            | Linda b. Weida                                           | Gera-Land                                                |
| 22.03.1970 | Wallengrün | Eingliederung                                            | Unterreichenau                                           | Zeulenroda                                               |
| 01.10.1970 | Zweifelbach | Eingliederung                                            | Reinstädt                                                | Eisenberg                                                |
| 01.07.1971 | Altgernsdorf | Eingliederung                                            | Wildetaube                                               | Greiz                                                    |
| 01.08.1972 | Noßwitz | Eingliederung                                            | Elsterberg                                               | Greiz                                                    |
| 01.12.1972 | Partschefeld | Eingliederung                                            | Uhlstädt                                                 | Rudolstadt                                               |
| 01.01.1973 | Oberleupten, OT Dippelsdorf | Umgliederung                                             | Ehrenhain                                                | Altenburg                                                |
| 01.01.1973 | Poderschau | Auflösung                                                | –                                                        | Altenburg                                                |
| 01.01.1973 | Poderschau, OT Altpoderschau | Umgliederung                                             | Kriebitzsch                                              | Altenburg                                                |
| 01.01.1973 | Poderschau, OT Neupoderschau | Umgliederung                                             | Meuselwitz                                               | Altenburg                                                |
| 01.07.1973 | Zwirtzschen | Eingliederung                                            | Seelingstädt                                             | Gera-Land                                                |
| 01.01.1974 | Tünschütz | Eingliederung                                            | Dothen                                                   | Eisenberg                                                |
| 01.01.1974 | Kischlitz | Eingliederung                                            | Petersberg                                               | Eisenberg                                                |
| 01.01.1974 | Döllschütz | Eingliederung                                            | Rauschwitz                                               | Eisenberg                                                |
| 01.01.1974 | Schüptitz | Eingliederung                                            | Steinsdorf                                               | Gera-Land                                                |
| 01.01.1974 | Sorge-Settendorf | Eingliederung                                            | Teichwolframsdorf                                        | Greiz                                                    |
| 01.01.1974 | Zickra b. Berga | Eingliederung                                            | Clodra                                                   | Greiz                                                    |
| 01.01.1974 | Großdraxdorf Wernsdorf | Eingliederung                                            | Wolfersdorf                                              | Greiz                                                    |
| 01.01.1974 | Lichta | Eingliederung                                            | Königsee                                                 | Rudolstadt                                               |
| 01.01.1974 | Limbach | Eingliederung                                            | Marktgölitz                                              | Saalfeld                                                 |
| 01.01.1974 | Neidenberga | Eingliederung                                            | Reitzengeschwenda                                        | Saalfeld                                                 |
| 01.01.1974 | Venzka | Eingliederung                                            | Hirschberg                                               | Schleiz                                                  |
| 01.01.1974 | Willersdorf | Eingliederung                                            | Rothenacker                                              | Schleiz                                                  |
| 01.01.1974 | Kulm Wernsdorf | Eingliederung                                            | Saalburg                                                 | Schleiz                                                  |
| 01.01.1974 | Oberkoskau | Eingliederung                                            | Unterkoskau                                              | Schleiz                                                  |
| 01.01.1974 | Seitenbrück | Eingliederung                                            | Oberbodnitz                                              | Stadtroda                                                |
| 01.01.1974 | Magersdorf | Eingliederung                                            | Unterbodnitz                                             | Stadtroda                                                |
| 01.01.1974 | Krölpa | Eingliederung                                            | Muntscha                                                 | Zeulenroda                                               |
| 01.01.1974 | Stelzendorf | Eingliederung                                            | Pahren                                                   | Zeulenroda                                               |
| 01.01.1974 | Bad Linda | Eingliederung                                            | Pausa/Vogtl.                                             | Zeulenroda                                               |
| 01.02.1974 | Altendorf Greuda Schirnewitz | Eingliederung                                            | Altenberga                                               | Jena-Land                                                |
| 01.02.1974 | Closewitz Lützeroda | Eingliederung                                            | Cospeda                                                  | Jena-Land                                                |
| 01.02.1974 | Ölsen | Eingliederung                                            | Gräfendorf                                               | Pößneck                                                  |
| 01.02.1974 | Daumitsch | Eingliederung                                            | Grobengereuth                                            | Pößneck                                                  |
| 01.02.1974 | Laskau | Eingliederung                                            | Peuschen                                                 | Pößneck                                                  |
| 01.02.1974 | Aschau | Eingliederung                                            | Allendorf                                                | Rudolstadt                                               |
| 01.03.1974 | Großgölitz Kleingölitz | Zusammenschluss                                          | Gölitz                                                   | Rudolstadt                                               |
| 01.03.1974 | Altremda | Eingliederung                                            | Remda                                                    | Rudolstadt                                               |
| 15.05.1974 | Kleinkundorf | Eingliederung                                            | Berga/Elster                                             | Greiz                                                    |
| 01.01.1976 | Aubitz | Eingliederung                                            | Petersberg                                               | Eisenberg                                                |
| 01.01.1976 | Molbitz | Eingliederung                                            | Neustadt an der Orla                                     | Pößneck                                                  |
| 01.07.1978 | Zwabitz | Eingliederung                                            | Bibra                                                    | Jena-Land                                                |
| 01.07.1978 | Jägersdorf | Eingliederung                                            | Schöps                                                   | Jena-Land                                                |
| 01.01.1979 | Röttelmisch | Eingliederung                                            | Gumperda                                                 | Jena-Land                                                |
| 01.01.1979 | Mönchgrün | Eingliederung                                            | Görkwitz                                                 | Schleiz                                                  |
| 01.01.1979 | Külmla Tausa | Eingliederung                                            | Schöndorf                                                | Schleiz                                                  |
| 01.01.1979 | Tischendorf | Eingliederung                                            | Braunsdorf                                               | Zeulenroda                                               |
| 01.01.1979 | Hainsberg | Eingliederung                                            | Langenwetzendorf                                         | Zeulenroda                                               |
| 20.05.1979 | Wernsdorf | Eingliederung                                            | Söllmnitz                                                | Gera-Land                                                |
| 07.05.1990 | Hellborn | Eingliederung                                            | Renthendorf                                              | Stadtroda                                                |
| 15.05.1990 | Rückersdorf, OT Paitzdorf | Neubildung                                               | Paitzdorf                                                | Gera-Land                                                |
| 01.10.1990 | Steinsdorf, OT Kleingeschwenda b. Leutenberg | Neubildung                                               | Kleingeschwenda b. Leutenberg                            | Saalfeld                                                 |